# Ornavasso
Ornavasso est une commune de la province du Verbano-Cusio-Ossola dans le Piémont en Italie.

## Administration
| Période                                  | Période  | Identité            | Étiquette | Qualité |
| ---------------------------------------- | -------- | ------------------- | --------- | ------- |
| 14 juin 2004                             | En cours | Antonio Longo Dorni |           |         |
| Les données manquantes sont à compléter. |          |                     |           |         |

### Hameaux
Migiandone

### Communes limitrophes
Anzola d'Ossola, Casale Corte Cerro, Gravellona Toce, Premosello-Chiovenda et  Mergozzo